# Emmy Noether
Amalie Emmy Noether (Erlangen, Bajorország, 1882. március 23. – Bryn Mawr, Pennsylvania, USA, 1935. április 14.) német fizikus-matematikus.

## Életrajz
Apja, Max Noether Erlangenben volt matematikaprofesszor. Öccse, a szintén matematikus Fritz Noether 1934-ben elmenekült a nácik elől a Szovjetunióba, ahol 1941-ben szovjetellenes propaganda vádjával elítélték és agyonlőtték.
Emmy Noether gyermekként, tinédzserként nem mutatott tehetséget a matematikához, hanem a zene és a tánc érdekelte.
1904-ben engedték először a nőket előadásokat látogatni a német egyetemeken, ezért ekkor Erlangenben elvégezhette tanulmányait. Korábban Göttingenben az egyes professzorok engedélyével látogatta az előadásokat, de egy betegség miatt vissza kellett térnie Erlangenbe. 1907-ben lett ott a matematika doktora. Egy év múlva tagja lett a Circulo matematico di Palermónak. 1909-ben Felix Klein és David Hilbert Göttingenbe hívták. Habilitációját elutasították az akkori nőellenes bürokratizmus miatt: nők nem lehetnek professzorok. Hilbert asszisztensnőjeként oktatott, előadásait Hilbert neve alatt tartotta.
Csak az első világháború után, 1919-ben tudott a női kandidátusok tiltásának egyik kivételszabálya alapján habilitálni. A Weimari köztársaság megváltozott politikai helyzete tette ezt lehetővé. Ennek ellenére csak 1923-ban kapta meg első fizetett állását. 1933-ban megvonták tőle a tanítási jogot,  politikai nézetei és zsidó származása miatt. az Egyesült Államokba emigrált. Pennsylvania államban Philadelphia közelében a Bryn Mawri Női Főiskola vendégprofesszoraként dolgozott. Emellett egyetemi előadásokat tartott a Princetoni Egyetemen.
Emmy Noether egy altesti operáció komplikációja következtében halt meg, 1935. április 14-én, Pennsylvania államban.

## Tudományos érdemei
Emmy Noether a modern algebra megalapozói közé tartozott. Őróla nevezték el többek között a Skolem–Noether-tételt és a Noether-gyűrűket.
Az általa bizonyított Noether-tétel a modern fizika egyik legfontosabb alaptétele.